# Jacob ben Wolf Kranz
Jacob ben Wolf Kranz z Dubna (hebr.: יעקב קרנץ) (ur. 1740, zm. 1804) – rabin i maggid zwany Maggidem z Dubna (מגיד מדובנא).
W wieku 18 lat przybył do Międzyrzeca Podlaskiego, gdzie zdobył sławę jako kaznodzieja.